# Bathymaster caeruleofasciatus
Bathymaster caeruleofasciatus är en fiskart som beskrevs av Gilbert och Burke 1912. Bathymaster caeruleofasciatus ingår i släktet Bathymaster och familjen Bathymasteridae.
Artens utbredningsområde är Stilla havet, mellan Japan och Alaskagolfen. Inga underarter finns listade.

## Bildgalleri

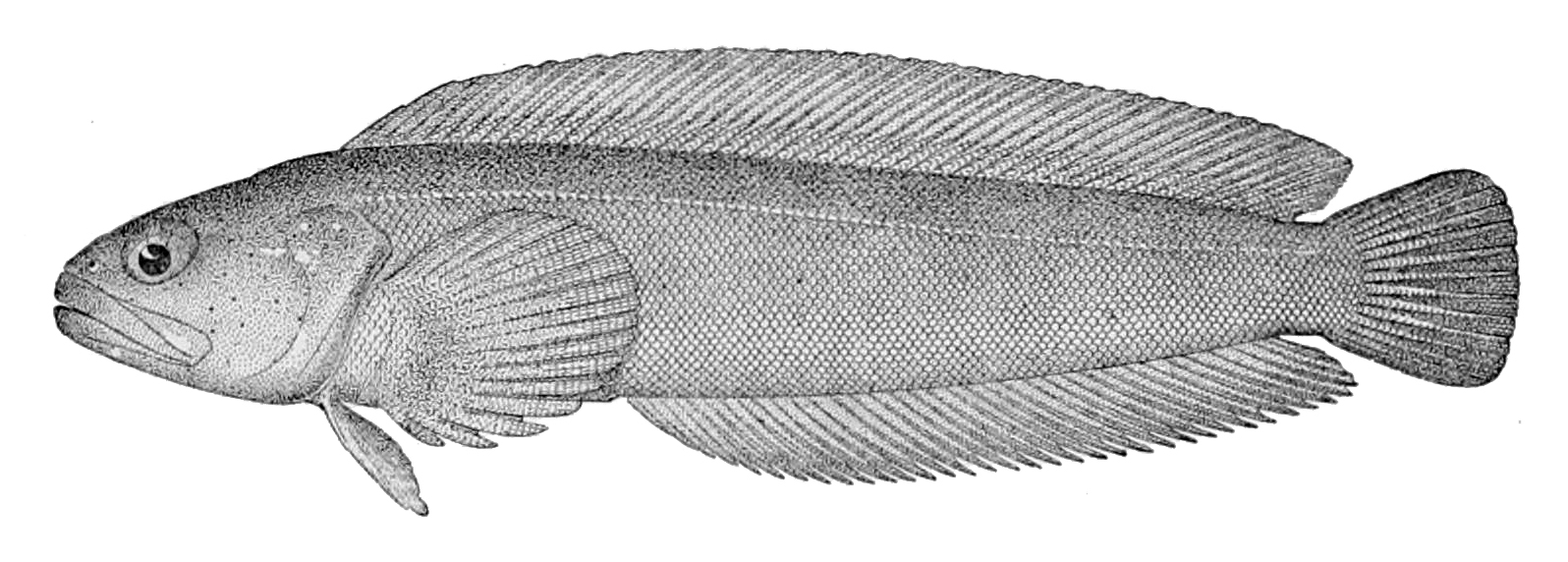